# Вулиця Євгена Маланюка (Кропивницький)
Вулиця Маланюка — вулиця в Кропивницькому. Пролягає від площі Незалежності до залізниці. Прилучаються вулиці Полтавська, Андрія Матвієнка та інші

## Джерело
- Матівос Ю. М. Вулицями рідного міста, Кіровоград: ТОВ «Імекс-ЛТД», стор. 63-64